# Риженко Сергій Вікторович
Сергі́й Ві́кторович Риже́нко (21 серпня 1978 — 23 жовтня 2015) — солдат Збройних сил України, учасник російсько-української війни.

## Життєпис
Народився 1978 року в місті Золотоноша Черкаської області, де здобув середню освіту, одружився та проживав.
У часі війни мобілізований 17 березня 2015 року; з 19 серпня перебував у зоні проведення бойових дій. Солдат, водій 55-го окремого автомобільного батальйону.
23 жовтня 2015 року помер від зупинки серця під час несення служби в районі міста Новогродівка Донецької області.
Похований в місті Золотоноша.
Без батька залишився син 2006 р.н.

## Вшанування
- В золотоніському ліцеї відкрито меморіальну дошку випускнику Сергію Риженку.
- Портрет встановлено на меморіалі "Стіна пам'яті полеглих за Україну" у Києві: секція 7, ряд 7, місце 38.